# Kameralamt Hall
Das Kameralamt Hall war eine Einrichtung des Königreichs Württemberg, die im Amtsbezirk Besitz und Einkommen des Staates verwaltete. Es bestand von 1806 bis 1922 in Schwäbisch Hall. Das Kameralamt wurde im Rahmen der Neuordnung der Staatsfinanzverwaltung im Königreich Württemberg geschaffen.

## Geschichte
Gemäß Verfügung vom 11. Juni 1819 wurde das Kameralamt Vellberg durch Zuteilung an das Kameralamt Hall aufgelöst. Dabei fielen die Orte aus der Schultheißerei Gründelhardt (Bonholzhof, Markertshofen, Mettelmühle, Neuenberg, Spaichbühl, Steinenhaig, Waldbuch) an das Kameralamt Crailsheim, während die Orte Mittelfischbach, Unterfischbach, Weiler Leipersberg, Obersontheim und Beutenmühle an das Kameralamt Gaildorf abgetreten wurden. Zu gleicher Zeit trat das Kameralamt Gaildorf aus der Schultheißerei Westheim die Orte Westheim mit Goldkelter, Bibers, Hammer und Vohenstein an das Kameralamt Hall ab.
Seit 1819 umfasste der Kameralamtsbezirk Hall den gesamten Oberamtsbezirk Hall mit folgenden Orten (außer den obengenannten): Hall, Bibersfeld, Bubenorbis, Elterhofen, Enslingen, Gailenkirchen, Geislingen, Gelbingen, Großallmerspann, Großaltdorf, Hessental, Ilshofen, Michelfeld, Orlach, Rieden, Sanzenbach, Steinbach, Sulzdorf, Talheim, Tüngental, Übrigshausen, Unteraspach, Oberaspach, Untermünkheim, Untersontheim, Uttenhofen, Vellberg, Weckrieden und Wolpertshausen mit den jeweils zugehörigen Weilern und Filialen.